# Minamiboso
Minamibōsō (南房総市, Minamibōsō-shi) är en stad i den japanska prefekturen Chiba på den östra delen av ön Honshu. Den har cirka 40 000 invånare. Staden är belägen på den södra delen av Bōsōhalvön och bildades 20 mars 2006, genom en sammanslagning av de sju kommunerna Chikura, Maruyama, Miyoshi, Shirahama, Tomiura, Tomiyama och Wada. 